# Манаті-Роуд (Флорида)
Манаті-Роуд (англ. Manatee Road) — переписна місцевість (CDP) в США, в окрузі Леві штату Флорида. Населення — 2484 особи (2020).

## Географія
Манаті-Роуд розташоване за координатами 29°30′52″ пн. ш. 82°55′6″ зх. д. / 29.51444° пн. ш. 82.91833° зх. д. (29.514456, -82.918199).  За даними Бюро перепису населення США в 2010 році переписна місцевість мала площу 34,77 км², уся площа — суходіл.

## Демографія
Згідно з переписом 2010 року, у переписній місцевості мешкали 2244 особи в 971 домогосподарстві у складі 633 родин. Густота населення становила 65 осіб/км².  Було 1170 помешкань (34/км²).
Расовий склад населення:
| - 95,0 % — білих - 1,5 % — чорних або афроамериканців - 0,4 % — корінних американців - 0,4 % — азіатів - 1,8 % — осіб інших рас |

До двох чи більше рас належало 0,9 %. Частка іспаномовних становила 3,4 % від усіх жителів.
За віковим діапазоном населення розподілялося таким чином: 18,4 % — особи молодші 18 років, 54,0 % — особи у віці 18—64 років, 27,6 % — особи у віці 65 років та старші. Медіана віку мешканця становила 50,7 року. На 100 осіб жіночої статі у переписній місцевості припадало 95,5 чоловіків;  на 100 жінок у віці від 18 років та старших — 95,5 чоловіків також старших 18 років.
Середній дохід на одне домашнє господарство  становив 42 513 долари США (медіана — 34 542), а середній дохід на одну сім'ю — 49 507 доларів (медіана — 43 667). Медіана доходів становила 36 117 доларів для чоловіків та 33 750 доларів для жінок. За межею бідності перебувало 27,9 % осіб, у тому числі 79,8 % дітей у віці до 18 років та 3,3 % осіб у віці 65 років та старших.
Цивільне працевлаштоване населення становило 853 особи. Основні галузі зайнятості: будівництво — 20,4 %, мистецтво, розваги та відпочинок — 13,7 %, освіта, охорона здоров'я та соціальна допомога — 13,2 %.